# Mike Mansfield
Michael Joseph Mansfield, född 16 mars 1903 i New York, död 5 oktober 2001 i Washington DC, var en amerikansk demokratisk politiker. Han var majoritetsledare i USA:s senat 1961-1977, vilket gör honom till den långvarigaste majoritetsledaren i senatens historia.

## Biografi
Mansfield föddes i New York City till katolska invandrare från Irland. Han var uppvuxen i Great Falls, Montana. 14 år gammal förfalskade han sitt födelsebevis och tog han värvning i USA:s flotta och deltog i första världskriget. Han tjänstgjorde också både i armén och i marinkåren. Därefter studerade han vid Montana School of Mines och Montana State University (numera University of Montana). Sedan undervisade han i Latinamerikas och Fjärran österns historia vid samma universitet.
Mansfield var ledamot av representanthuset 1943-1953 och senator (Montana) 1953-1977. Han var demokratisk whip 1957-1961 och därefter majoritetsledare. Han var USA:s ambassadör i Japan 1977-1988. Mansfield uppfattade relationen mellan USA och Japan som den mest betydande bilaterala relationen i hela världen.
Hans grav finns på Arlingtonkyrkogården.